# محوطه بان میان
محوطه بان میان مربوط به عصر آهن - دوره اشکانیان - دوره ساسانیان است و در شهرستان گیلانغرب، بخش مرکزی، دهستان چله، ۵۰۰ متری جنوب شرقی روستای بان میان واقع شده و این اثر در تاریخ ۲۶ اسفند ۱۳۸۷ با شمارهٔ ثبت ۲۵۶۲۵ به‌عنوان یکی از آثار ملی ایران به ثبت رسیده است.